# 治水
治水（ちすい）とは、洪水・高潮などの水害や地すべり・土石流・急傾斜地崩壊などの土砂災害から人間の生命・財産・生活を防御するために行う事業を指し、具体的には、堤防・護岸・ダム・放水路・遊水池などの整備や、河川流路の付け替え、河道浚渫による流量確保、氾濫原における人間活動の制限、などが含まれる。

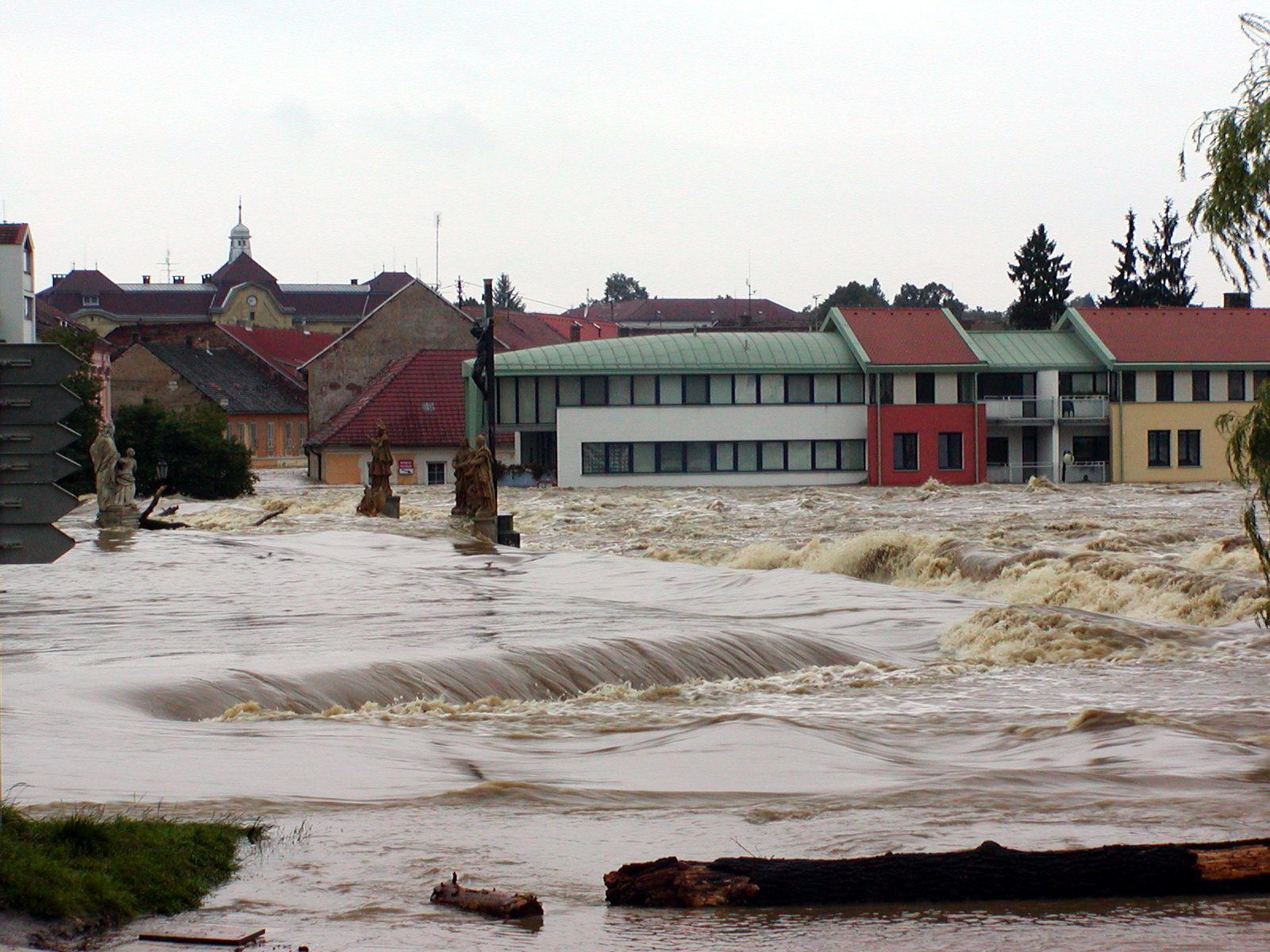
洪水で水没した街（ピーセク市,チェコ）

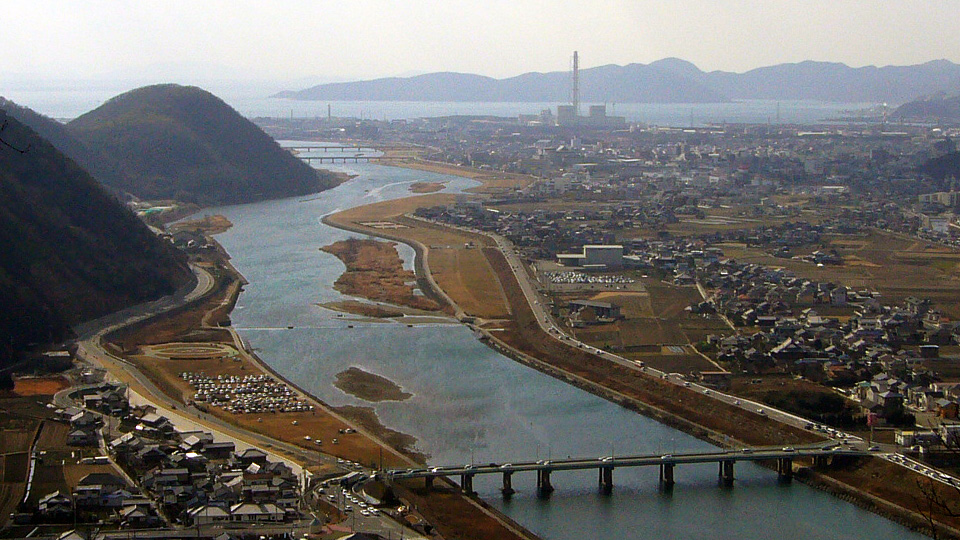
河川と堤防（千種川,日本）

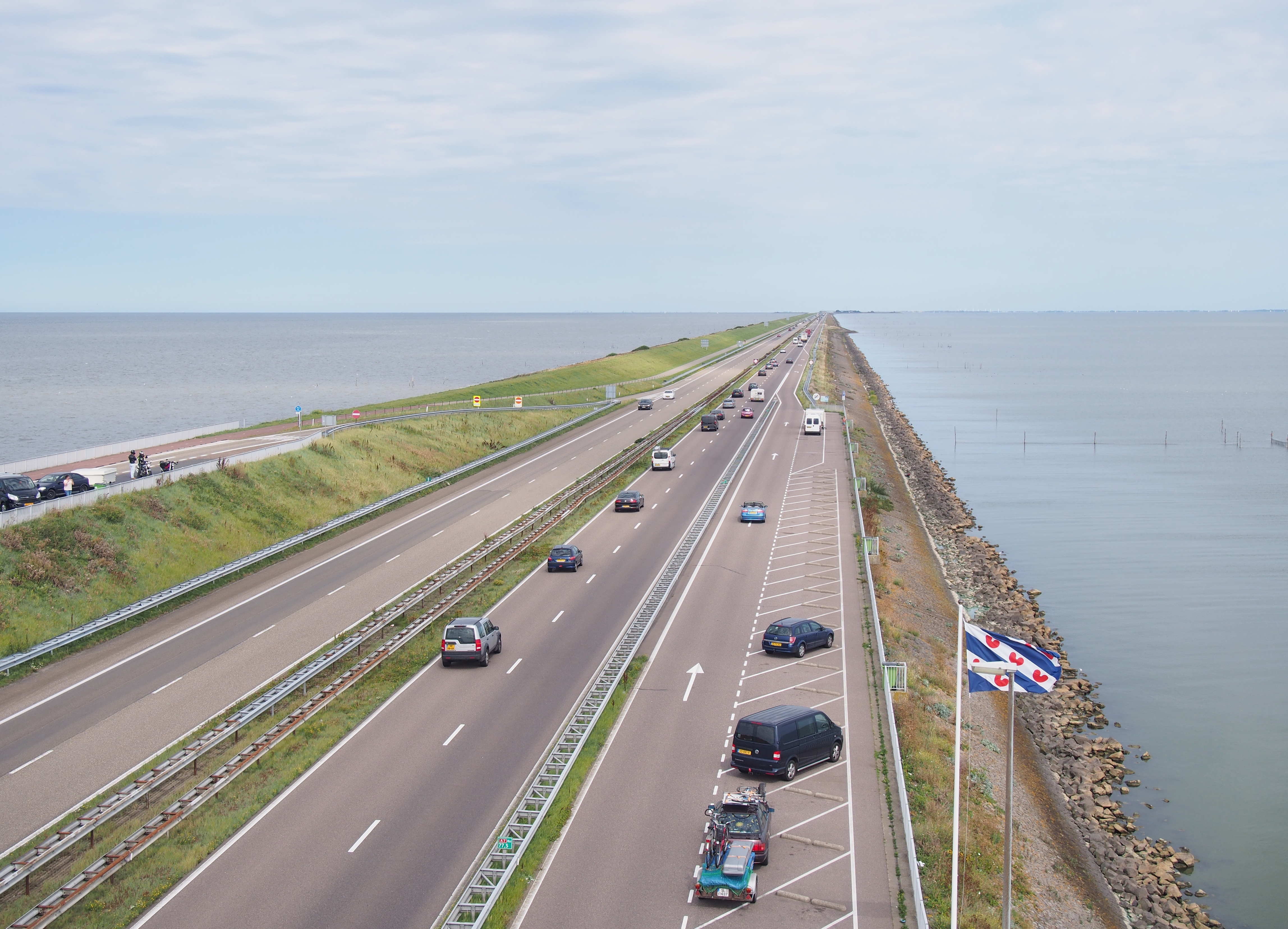
オランダの大堤防

## 治水の概要と必要性
水は人間生活にとって不可欠な資源であると同時に、水害や土砂災害などの危険ももたらす。水の持つ危険性を制御しようとする試みが治水であるが、一方で水を資源として使用するための制御、すなわち利水も必要となってくる。水の制御に取り組むという点において、治水は利水との共通性を持ち、両者に不可分の関係が生じるのである。そのため、広義の治水には、利水をも含むことがある。
治水に当たる英語はflood controlであるが、これは単に洪水調節のみを意味する。日本語における治水は、洪水調節のほか、土砂災害を防ぐ砂防や山地の森林を保安する治山をも含む、意味範囲の広い用語である。
いかなる治水対策を講じたとしても、全ての水災害を防ぐことは不可能である。どの水準の水災害までを防御するか、換言すれば、どの水準の水災害までを許容するかが、治水対策を行う上での立脚点となる。

## 歴史

### 概観
治水の始まりは、文明の始まりと強い関連性がある。世界四大文明に代表される多くの文明社会ではその草創期に氾濫農耕が行われ、農耕の発展により生産物余剰が蓄積されて都市が発生し、都市住民の維持を目的として安定した農耕体制を確立する必要に迫られた。安定した農耕を確立するためには、治水と灌漑の導入が不可欠であった。治水・灌漑の導入には労働力の集約を要したが、この労働力の集約を通じて初期国家が形成されたと考えられている。また、文明が発祥した地域の多くでは洪水が毎年定期的に発生したので洪水時期を推測するための暦法や天文学が発生し、治水構造物を作るための土木技術や度量衡なども発達した。
歴史上における治水技術は主に台風・モンスーン地帯にあたる東アジアで発達していったが、近代的な治水技術はヨーロッパの中でも低地に国土を拡げてきたオランダで著しい進展を見せた。19世紀 - 20世紀以降は、高度に発達した土木技術を背景に成立した近代的治水技術によって水害による被害が著しく軽減されたものの、20世紀末期頃からヨーロッパを中心にそれまでの治水技術が自然環境に大きな負荷を与えていたことへの反省がなされ、ビオトープなどの自然回帰的な治水を指向する動きが強まっている。一方、多くの発展途上国ではいまだ十分な治水対策がなされず、繰り返される水災害に悩まされている地域も少なくない。

### メソポタミア・西アジア
最古の治水の歴史を有する地域の一つがメソポタミア（シュメル）である。メソポタミアでは、紀元前5000年までに2本の大河 - ティグリス川・ユーフラテス川の氾濫原で農耕（氾濫農耕）が始まったとされている。同地域での治水・灌漑の開始時期は後期ウバイド文化期の紀元前4300年 - 紀元前3500年頃と考えられている。この時期の治水は洪水時に河川から溢流した水を人工のため池に貯水するものであり、人工池の水はその後用水路を通って農耕地へと供給された。すなわち治水は灌漑と表裏一体の関係にあった。
紀元前18世紀頃にメソポタミアを統一したバビロン第1王朝のハンムラピ王の時に、ティグリス・ユーフラテス両河の治水体系が整備された。両河川の流域では毎年5月に上流の雪解け水に由来する洪水が発生していたが、洪水時の溢水を収容するため両河川を結ぶ数本の大運河と大運河を連結する無数の小運河の大運河網が作られた。これにより洪水の被害が軽減されるとともに、運河に溜められた水は灌漑に利用された。
ハンムラピ王期に建設された治水体系はその後、アケメネス朝（紀元前6世紀 - 紀元前4世紀）・サーサーン朝（3世紀 - 7世紀）に継承され、アッバース朝前期（8世紀 - 9世紀）には運河網が再整備されるなど、非常に長い間命脈を保った。しかし、10世紀以降は政治体制の混乱に伴ってメソポタミア地域の治水は次第に衰退していき、イルハン朝（13世紀中期 - 14世紀中期）およびオスマン帝国（14世紀 - 20世紀前期）において治水体系の再建が試みられたこともあったが、バビロン王朝盛時の高度な治水体系が再び復活することはなかった。

### エジプト

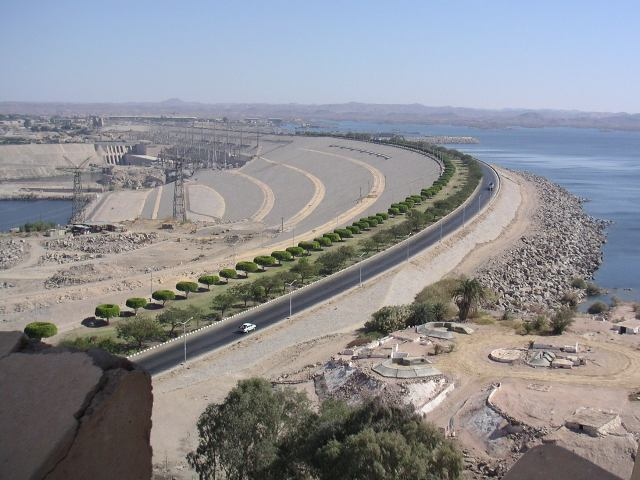
アスワン・ハイ・ダム

古代エジプトもメソポタミアと同じく、ナイル川という大河川の氾濫原に農耕が発生した。ナイル川上流域（エチオピア・ウガンダ周辺）では毎年6月に雨季が訪れ、多量の降水がナイル川に注がれる。多量の雨水はナイル川の長い流路を下っていき、9月 - 11月に下流域のエジプトへ洪水となって押し寄せる。この定期的な洪水は氾濫原に肥沃な土壌を残すとともに土中の塩分を洗い流したため、ナイル川下流域における高い収穫率をもたらした。このため、エジプトでは古代以来洪水を防御するための治水はほとんど行われず、もっぱら灌漑技術が発達していった。
近代に入り1902年にアスワン・ダムが完成し、さらに1970年にアスワン・ハイ・ダムが完成するとナイル川の洪水はほぼ制御できるようになった。しかし、ナイル川デルタなど下流域では洪水が発生しなくなった代わりに土壌の貧弱化・塩化が進み始めたため、以前は必要としなかった肥料に頼る農業へと転換していった。

### インダス・南アジア・インド

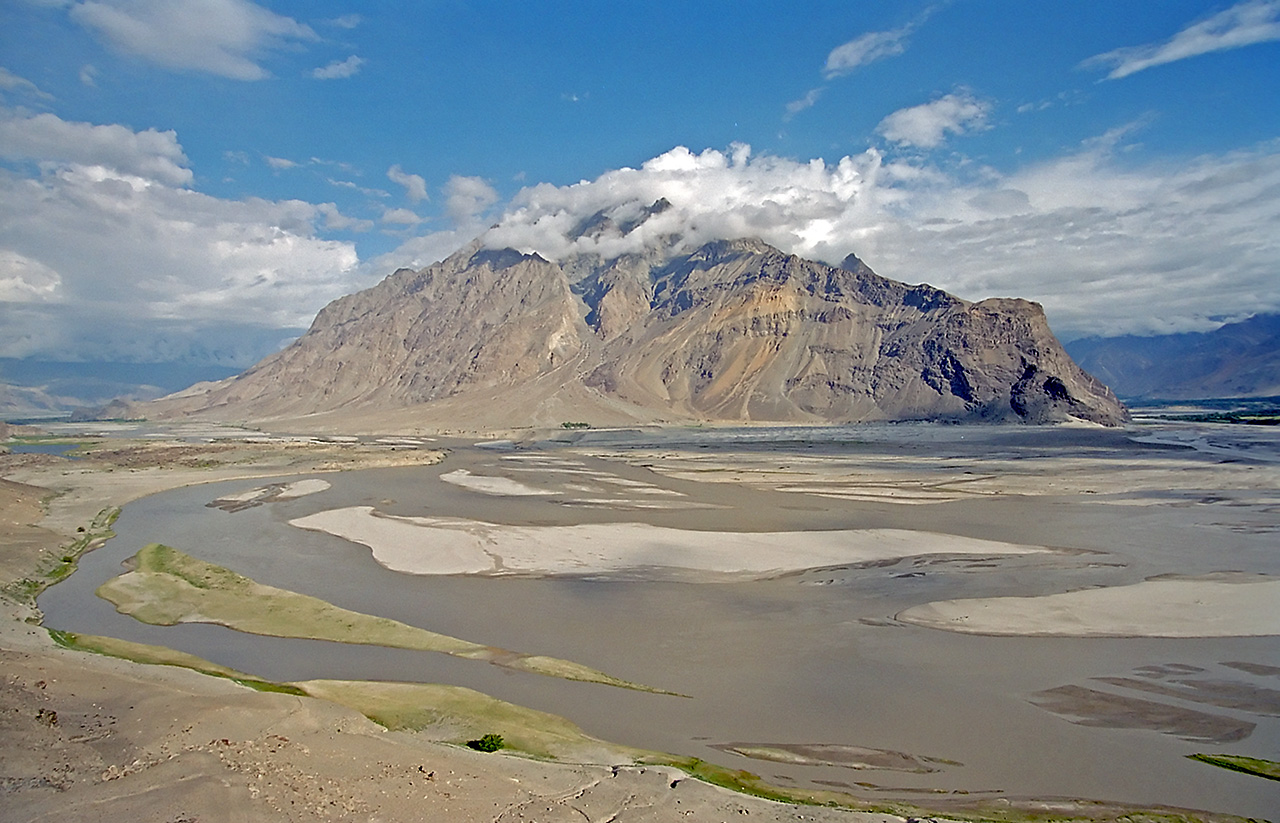
スカルドゥ近郊のインダス川（パキスタン）

インダス川河畔でインダス文明が興ったのは紀元前2600年頃のことと考えられている。インダス川流域では、毎年6月 - 7月の時期にモンスーンの到来によって雨季が訪れる。雨季の降水はインダス川の氾濫を起こしたが、氾濫原には肥沃な土壌と農耕用水の水源となる湿地が残された。インダス文明期には洪水期前になると川に沿って低い土手が作られた。この土手は洪水を防ぐものではなく、洪水によってもたらされた肥沃な土壌を耕地に貯め込むためのものだった。そのためメソポタミアやエジプトのように灌漑が発達することはなく、氾濫農耕に依存していたと考えられている。インダス文明の農耕は洪水を前提としていたので、水害を防ぐ治水はほとんど行われていなかった。
その後インド亜大陸ではガンジス川流域を中心として灌漑水利の発達が見られたものの、水害を防ぐという意味での治水はほぼ存在してこなかった。インドにおける治水の始まりは、1947年のインド独立以降のことである。1948年に開始したダモーダル河谷総合開発事業がインドの治水の嚆矢であり、その後、1954年のインド大洪水を受けて「全国治水計画」が策定されるに至った。全国治水計画のもとで1万kmを超える堤防が建設されたほか、各州ごとに州治水政策に基づいた治水対策が行われているが、まだ十分な水準に達していないとされている。

### ヨーロッパ

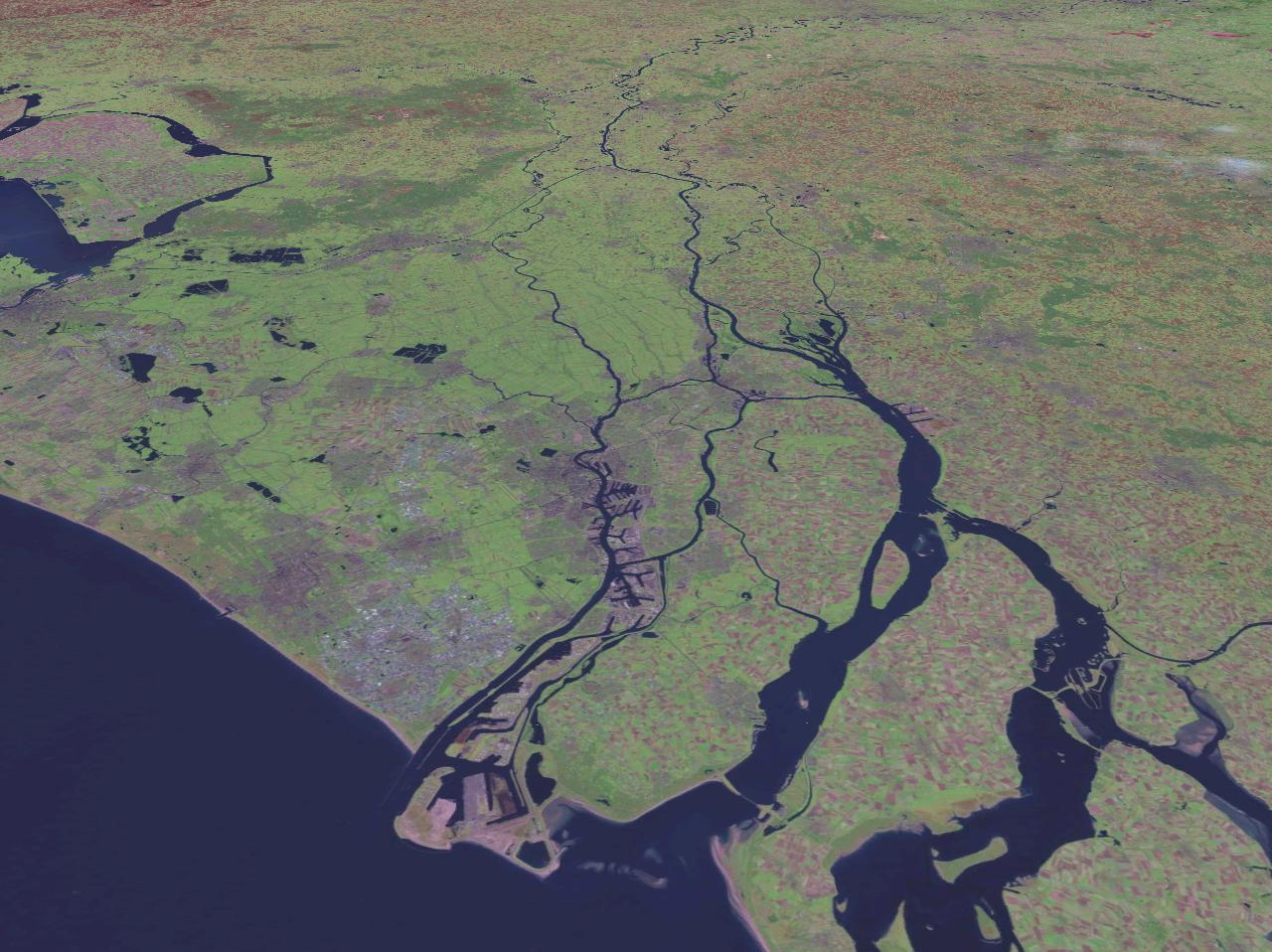
宇宙から見たライン川河口デルタ（オランダ）

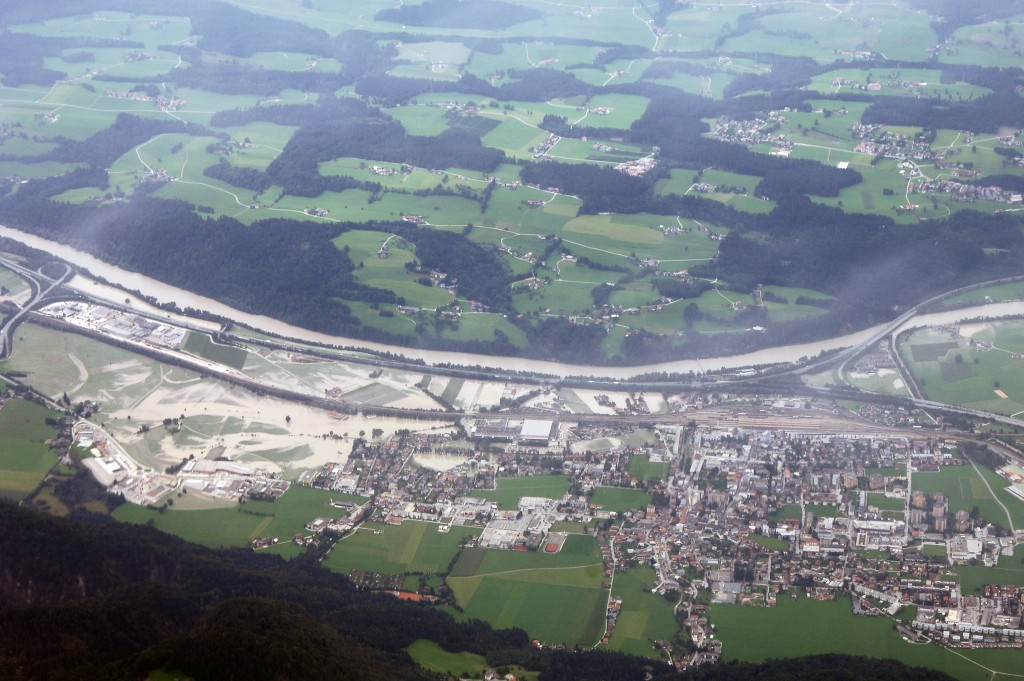
イン川の氾濫原への溢水（オーストリア）

ヨーロッパは安定した地質の構造平野が広がり、河川は構造平野を掘り下げるように流れるため洪水時の氾濫原となる沖積平野はあまり広く形成されていない。台風やモンスーンによる多量の降水もないので、水害が発生する頻度は例えば東アジア地域と比較すると高くはない。
ヨーロッパで治水が特に発達したのはオランダである。オランダはライン川、マース川、スヘルデ川の河口デルタに立地し、かつ海面を干拓して土地を拡げたため、国土の大部分が海面と同等かそれより低い。オランダでは水害を防ぐため河床を浚渫して河川流量を確保し、河川・海岸沿いには堤防をはりめぐらせ、さらに高潮対策として河口に堰を築くという近代的な治水技術が早くから成立した。
オランダ以外のヨーロッパでは治水の歴史に特筆すべきものはない。ヨーロッパ各地で本格的な治水対策が始まったのは20世紀以降のこととされている。ヨーロッパでは洪水による冠水は頻繁に発生しないため、河川付近の氾濫原を農地などに整備し、堤防を築いて河道を直流させ、上流にはダムを設置するという、水害を人工力で抑制しようとする治水対策が20世紀に入ってから主流となった。しかし、こうした治水対策は自然環境に大きな負荷を与えるばかりでなく、未曾有の水害が発生した際はかえって被害が大きくなることが次第に判明していった。
1970年代頃から人工的に整備された河川を自然の姿に近づける試みがスイス・西ドイツ・オーストリアを中心に始まり、1980年代になると近自然的治水工法が本格的に採用されていった。例えば、かつて氾濫原だった箇所を再び遊水池に復旧させる事業や、直流していた河川を蛇行させて自然の姿に近づけ河川を取り巻く生態系を再構築するビオトープ事業などが精力的に実施されている。21世紀におけるヨーロッパの治水は、必ずしも洪水防止のみを主眼に置くのでなく、自然環境の観点から河川を良好な状態に保ち良質な水源として維持する河川環境復元へとシフトしつつある。水害が比較的少ないヨーロッパでは、治水対策より河川の水質保全が重視される傾向にある。
なお、ヨーロッパの治水管理の現況に触れておく。ドイツでは各州が河川管理を行い、水系一貫型の治水ではない。100年に一度規模以上の水害を想定して治水事業が進められ、21世紀初頭までにほぼ達成されている。フランスでは洪水防御の義務を負うのは中央政府ではなく河岸所有者であり、中央政府・自治体だけでなく住民も治水に対して相応の責任を有している。オーストリアでは都市域は100年に一度規模以上、都市以外の地域は30年に一度規模の水害に耐えうる治水が行われているが、大河ドナウ川については非常に高度な治水対策が施され、1万年に一度規模の水害を防御しうる治水対策が達成されている。全般的にヨーロッパ各国では、氾濫原を復元し氾濫域内の土地利用を制限する政策が採用されている。

### アメリカ合衆国

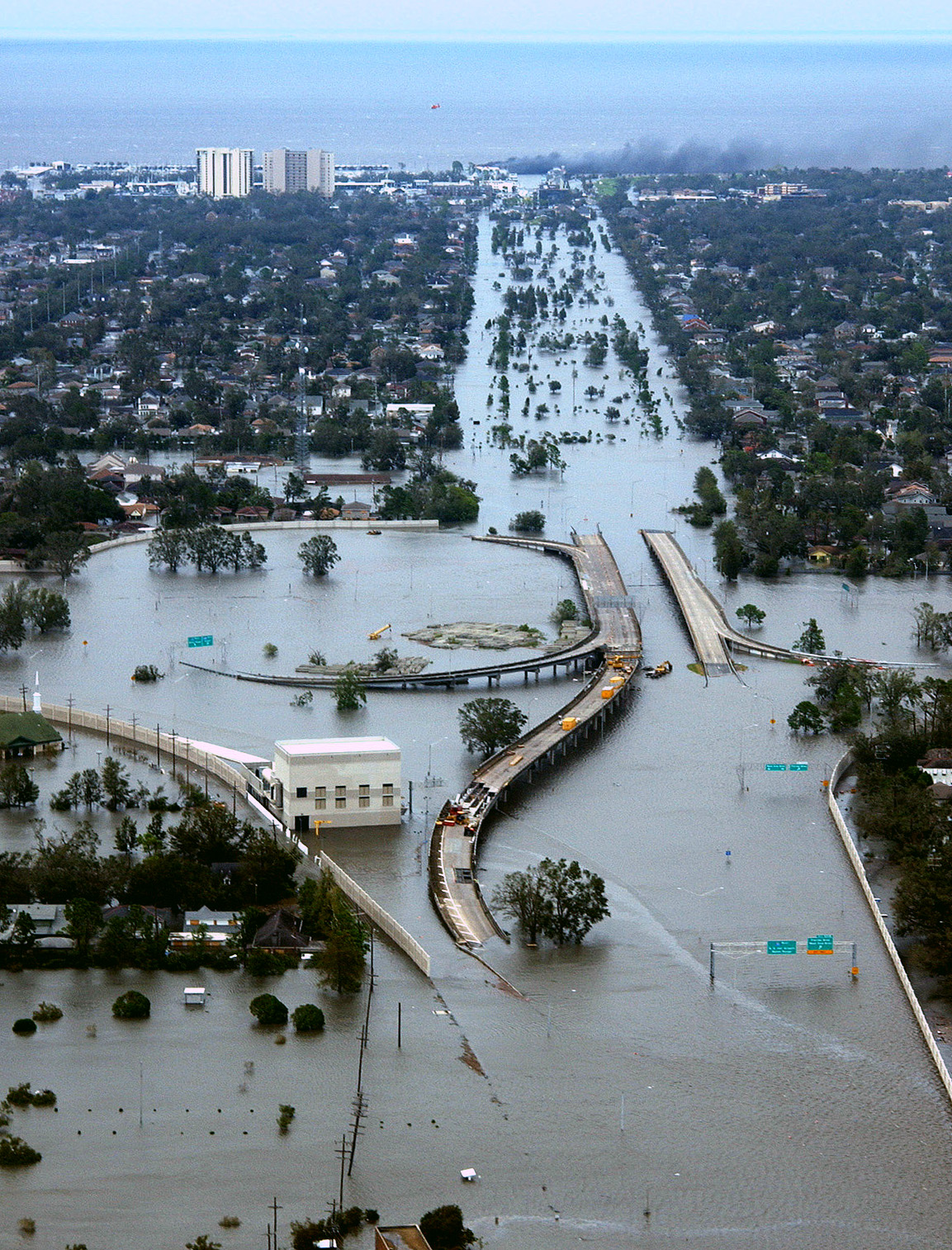
ハリケーン・カトリーナ水害（ニューオリンズ,2005年8月）

アメリカ合衆国における治水は19世紀末まで堤防に頼る地先防御が主流だったが、1917年の洪水防御法の制定によって本格的な治水対策が始まり、陸軍工兵隊と開拓局が中心となってダムの建設や河川改修などが行われた。この時期はテネシー川流域開発事業に代表される大規模な流域総合開発が展開した。この流域総合開発は、大規模ダムの建設などによって治水だけでなく水資源開発や発電開発などを実現しようとするもので、世界各地の治水対策に大きな影響を与えた。
1960年代から堤防などハード（構造物）中心の治水対策の限界が見え始め、氾濫原管理やソフト対策を重視した治水へと移行していった。この時期に始まったソフト面での治水対策として特筆すべきは、連邦政府が運営する全米洪水保険制度(NFIP:National Flood Insurance Program)である。この制度は洪水に伴うリスクを個人が負うのではなく地域コミュニティが負担することを原則としており、ソフト面治水対策の大きな柱である。
1970年代頃からは河川の自然環境の保全・復元が注目されていき、環境保全とバランスの取れた治水対策が求められていくこととなる。同時期にヨーロッパで始まった河川環境の復元事業はアメリカにも導入され盛んに実施されている。1980年代からは州政府や自治体による治水が中心となった。1990年代以降ミシシッピ川大洪水（1993年）やハリケーン・カトリーナ水害（2006年）などの大規模な水害が発生しているが、ソフト面に重点を置いた治水による総合的な対応が精力的に実施されている。

### 中国

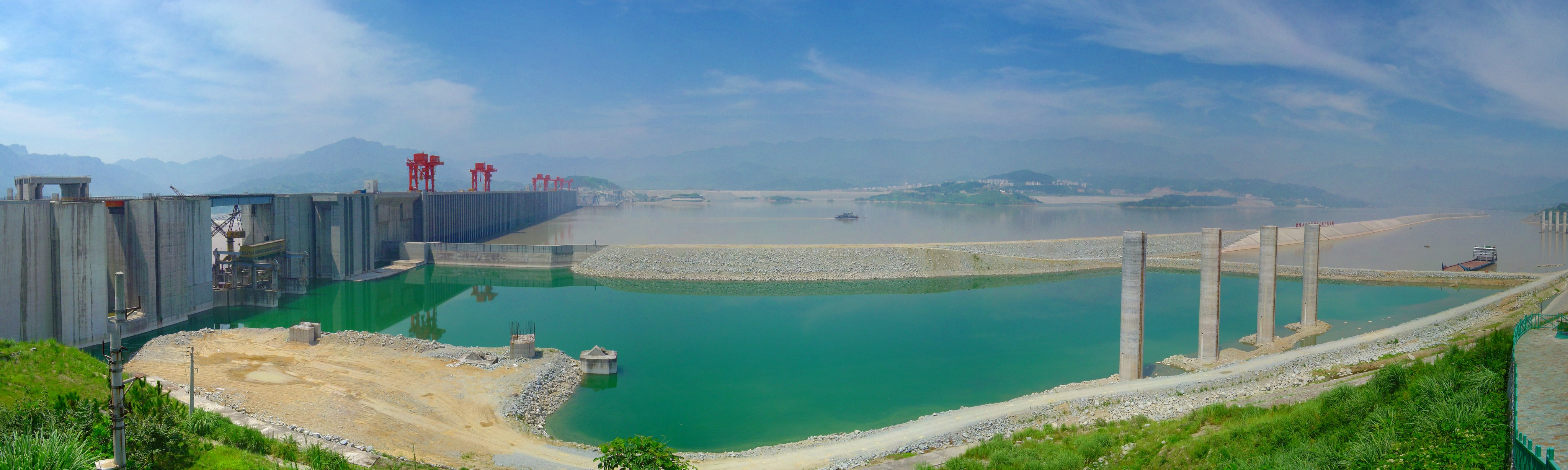
長江三峡ダムの工事（2004年7月）

中国の治水は3つの大河、すなわち華北の黄河・華中の淮河・華南の長江を中心に行われた。特に多量の黄土を含み急速に河床が上昇する黄河は容易に氾濫を繰り返しており、この黄河の治水が最も古い歴史を有している。史記には、帝堯のときに黄河の洪水が止まらなかったので鯀に治水を行わせたが9年経っても成果が上がらず罷免され、その子の禹が事業を引き継ぎ河水の分水によって治水を成功させ、その功績を元に夏王朝の始祖となったことが記されている。もとより禹の治水は伝説であるが、黄河の治水が王朝にとって最重要課題であったことを物語っている。

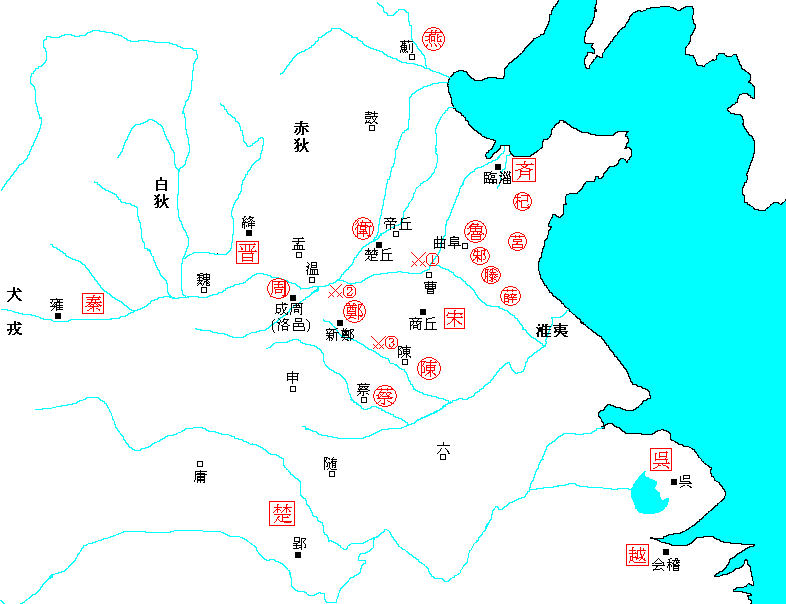
春秋時代の黄河・淮河・長江の流路

中国の治水史は最初の段階では河川付近での居住・農耕を避けることから始まった。当時「河川から25里以上離れた場所に居住すること」という伝承があったように、殷・周の時代は河水による小規模な灌漑事業が始まってはいたものの、河川から離れて生活することがほぼ唯一の治水策であった。春秋時代（紀元前8世紀 - 紀元前5世紀）になると河川の氾濫域に農地が進出し、河川堤防の建設が見られるようになる。黄河の大堤が建設が始まったのは春秋時代である。戦国時代（紀元前4世紀 - 紀元前3世紀後期）には李冰（りひょう）・西門豹（せいもんひょう）・鄭国（ていこく）などの治水技術者が現れ、多くの治水事業を成し遂げたことが『史記』河渠書に記されている。この時代に本格的な治水事業が行われ始めた。当時の治水は分水路や運河を設けて河水を分散させ、堤防は高くせず、河床を浚渫したり河流障害物を除去したりする方策が採られていたと考えられている。
秦・漢期（紀元前3世紀中期 - 2世紀末）は統一王朝のもとで運河・灌漑水路の建設が盛んに行われ、流通や農業生産の向上に大きく貢献した。新朝期には黄河が堤防決壊により流路を大きく変え、その後も堤防決壊が相次いだ。後漢期の70年前後に黄河治水にあたった王景は、数十万人を動員し黄河に長大な堤防を築くとともに黄河を分流させることで黄河の流路安定に成功した。三国時代以降、長江流域から淮河流域にかけて稲作が普及し灌漑水路が増築されたが、そのためかえって洪水が増えた。

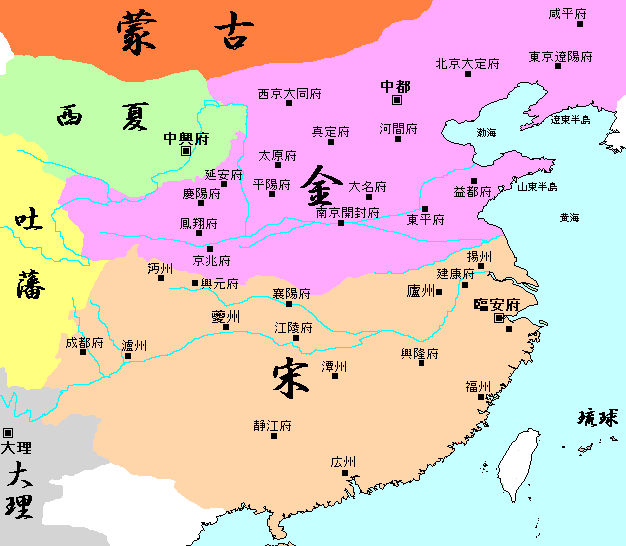
南宋・金期の黄河・淮河・長江の流路

1128年、北方から勢力を伸ばしてきた金の南下を防御するため、南宋は故意に黄河の南側堤防を破壊した。これにより黄河は南東方面に流路を変更し淮河に合流するようになった。宋代の頃から長江流域の経済が活発化し農地の開発などが進むと、長江の治水対策が重要な政策事項として浮上してきた。また、漢代以降治水官吏は冷遇され低い地位とされてきたが、元代に入ると治水・灌漑・水運を三位一体して河川・水路の運用を図ろうとする水学（すいがく）が形成されるようになり、治水官吏に高い地位が与えられるとともに治水官僚体制も整備され、特に地方における治水の発展が見られた。
中華人民共和国の成立以後は近代的な治水が本格的に導入されてダム・堤防・排水路建設による治水が一定以上の効果を挙げ、前代と比べると水害の危険性は大幅に軽減された。その一方で、1970年代から黄河下流での断流（河道に水が流れない現象）が発生し黄河の水量不足が次第に深刻化していった。この背景には黄河流域での水資源の多量使用がある。そのため中国の治水のテーマは「南水北調」、すなわち中国南部の豊富な水資源を水資源の不足する中国北部へいかに配分するかという点にシフトしている。20世紀後期から建設が続いている長江の三峡ダムは洪水調節や発電などの機能を持つだけでなく、黄河方面へ水資源を分配する機能も期待されている。

### 日本
日本の治水は、次に挙げる理由により多大な困難性を有している。まず、日本列島が3 - 5枚の大陸プレートが複雑に衝突し合うその上に立地していること。ゆえに急峻な地形が多く、安定した地質帯が存在せず、国土は脆く不安定な地質に占められている。さらに台風・モンスーン地帯に当たるため、河川や崩壊による侵食が著しい。また、河況係数（=多水期の河川流量/渇水期の河川流量）が非常に大きく（ヨーロッパ河川の概ね10倍以上）、出水期に洪水が発生しやすい。日本では人間活動・生活の大部分が沖積平野上で営まれているが、元来沖積平野は河川洪水の氾濫原であり、洪水被害を受けて当然の地域なので治水が非常に難しい。また、比較的安定している洪積台地も農地や住宅地などの拡大・開発が進んだため、土砂災害が発生する確率が増大している。そのため、日本では水害や土砂災害による被害を非常に受けやすい地理的条件が生まれており、ここに日本における治水の特殊性・困難性がある。
以下、日本の治水史を概観する。

#### 先史・古代の治水
日本の治水の歴史は弥生時代に遡るといわれている。この時代は、洪水を避けるため扇状地や河川から離れた地域で水田が営まれる例が多かった。また、氾濫から集落・耕地を防御するための排水路や土手の遺構が発見されている。
本格的な治水事業は古墳時代（3世紀中期 - 6世紀中期）に始まった。畿内に成立したヤマト王権は、4世紀後期から5世紀にかけて統一政権としての政治力を背景として主に河内平野の開発に着手した。当時、河内平野東部には河内湖（草香江）が広がっており、淀川や大和川の氾濫流が流入してしばしば洪水が発生していた。この洪水を防ぐため河内湖から河内湾へ排水する難波の堀江が開削され、淀川流路を固定する茨田堤が築造された。これらの治水事業は仁徳天皇の事績に仮託されている。この時代に多数営まれた前方後円墳を築造するための土木技術と河内平野を中心に行われた治水との関連も指摘されている。当時の代表的な治水遺跡として岡山市の津寺遺跡がある。足守川の旧流路に沿って約90mにわたり6000本以上の杭が打ち込まれており、堤防・護岸の跡だと推定されている。これが最古の治水遺跡の一つであるが、成立は古墳時代末期から奈良時代にかけてと見られている。
8世紀初頭に始まる律令国家のもとでは治水は非常に重要視された。律令上、治水は国司および郡司の主要任務である勧農の柱の一つに据えられ（『職員令』大国守条、『考課令』国郡司条）、水害が発生した際の応急処置の手続きまで詳細に定められていた（『営繕令』近大水条）。また、河川などの水を公共物として農業用水などの利用や洪水対策などの方針については国家が定めるとした「公水主義」が掲げられていた。畿内近国では、淀川などの大河川で水害が発生した際に国司・郡司では対応が困難なため、中央から特に「修理堤使」や「検水害堤使」「築堤使」などが派遣されて国家直営の治水対策が実施されることもあった。また、平安京に近い賀茂川や遠江国の荒玉河などでも大規模な工事が行われている。このように律令国家による治水は一定以上の機能を発揮していたが、9世紀後期から10世紀の間に律令国家体制が形骸化するのに合わせて公水主義が放棄されて地元の豪族などに用水の管理などを一任されるようになり、律令国家の治水も衰退していった。この時期の治水は小規模な用水路や溜池造営に留まるようになる。空海が築いたとされる満濃池はその代表的なものである。

#### 中世・戦国期の治水

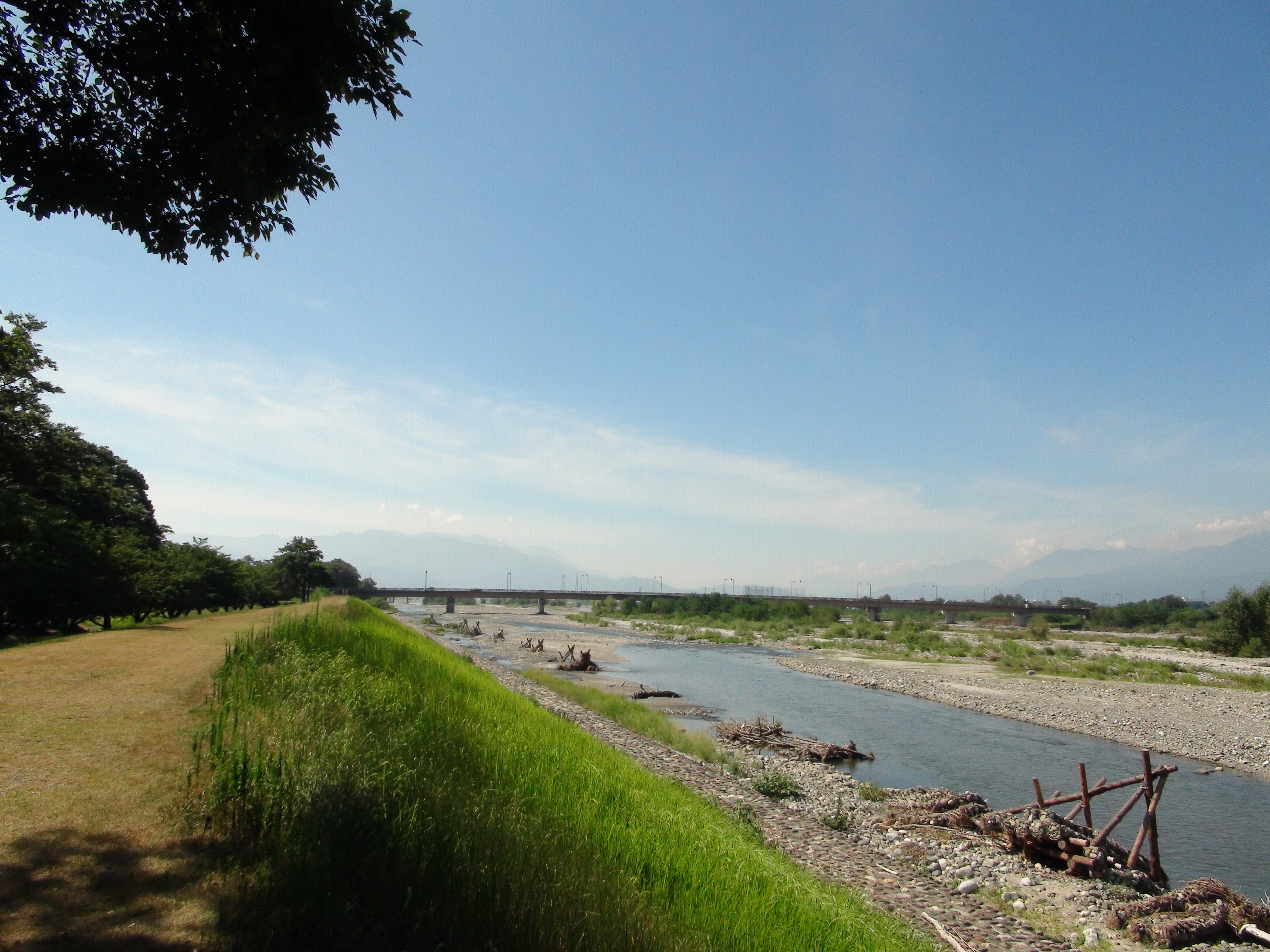
信玄堤

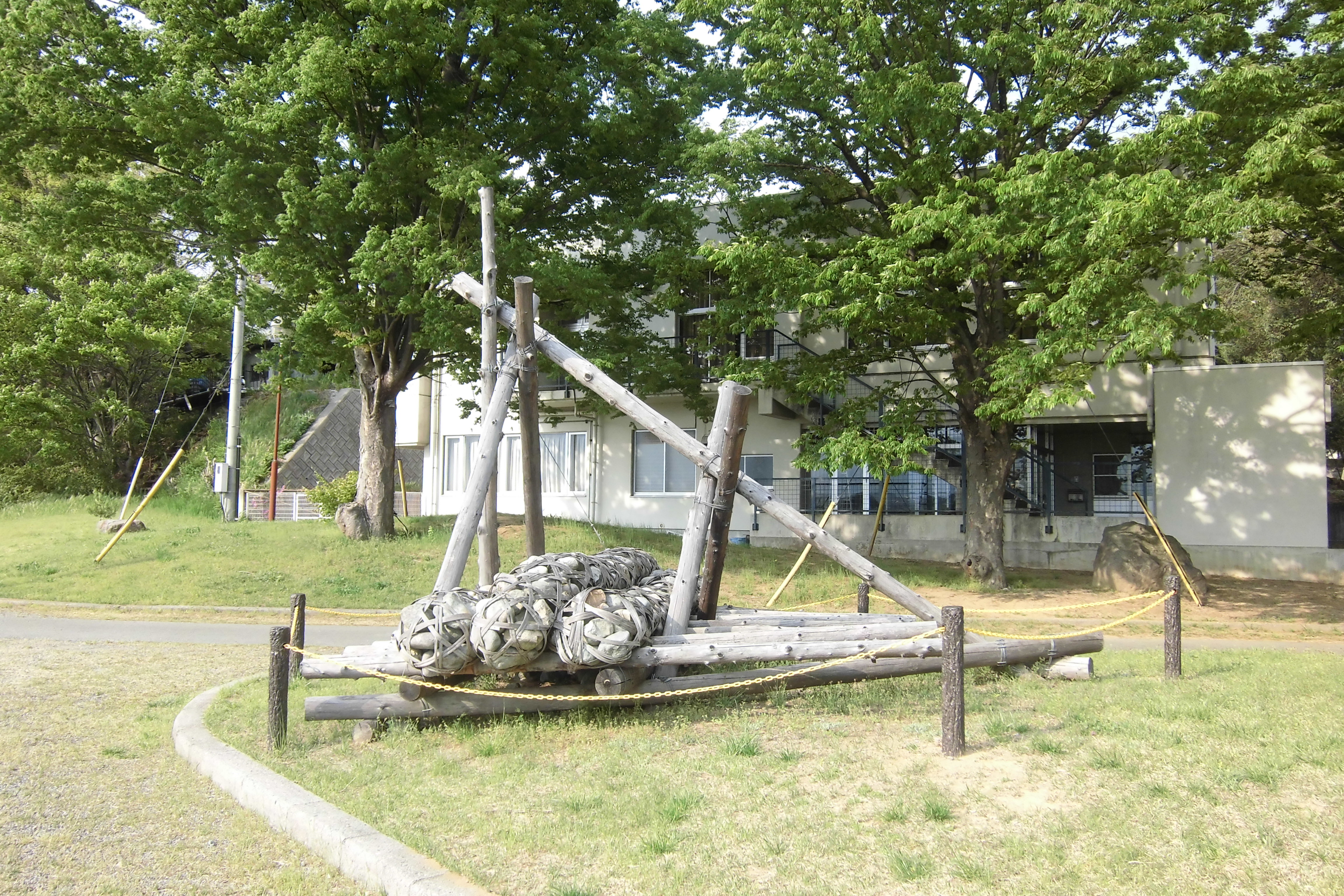
信玄堤の聖牛

律令国家に代わって治水を担ったのは当時経済力をつけつつあった地方の富豪（田堵負名）たちである。11世紀には富豪層が経営する開発請負業者が出現するまでになっていた。ただし、彼らは決して領域的な治水対策を行った訳ではない。12世紀頃に始まる中世社会においても事情は変わらず、荘園・公領の支配者・権利者たち、すなわち荘園領主・在地領主・受領・在庁官人らは職の体系の制約の中で自らの権利が及ぶ範囲内で治水対策を施したのである。
12世紀以降に新たに治水の担い手として登場したのは、東大寺および西大寺などの勧進僧たちである。重源や忍性に代表される勧進僧らは、勧進活動の一環として治水にも取り組んだ。勧進僧らの治水事業は、例えば備中国成羽川の開削事業などが知られている。14世紀に入り独自の自治権を獲得した村落、すなわち惣村・郷村が登場すると、これら惣村・郷村の構成員である百姓のほか国人らも自ら治水対策を講じるようになった。
領域的・体系的な治水が本格的に復活するのは戦国時代・安土桃山時代（15世紀後期 - 16世紀末）のことである。戦国時代とは、戦国大名や国人領主らの地域権力が確立し、自支配地域を領域化していく一方で他の政治勢力からの独立性を確保していき各地域に独自性の高い領国 = 地域国家が並立した時代だと理解されているが、各戦国大名は地域国家の経営者として、支配下の郷村を洪水被害から守り、自領国の安定した経営を図るため積極的に治水対策（川除普請）に取り組んだ。
また、戦国期は全国的に水害をはじめ旱魃などの災害や飢饉、疫病が頻発していた時代で、戦国期の合戦はこうした時代背景のもと発生していたと考えられている。また、合戦と関係して築城された城郭の普請は川除普請と共通する土木技術を要し、城郭と治水は相互に技術を応用して発達していたと考えられている。
この時期の代表的な治水には武田信玄が甲斐国釜無川流域に築いた信玄堤、豊臣秀吉による淀川沿いの文禄堤および伏見巨椋池の太閤堤などがある。また、濃尾平野などに見られる輪中堤も戦国時代もしくは室町時代後期に成立したとされている。
戦国期の治水は大名権力の影響力と相関し、大名権力にとって高度な技術と大規模な人足動員を必要とする本格的な治水が可能であったかとする点には議論が存在する。

#### 近世の治水
江戸時代（17世紀初頭 - 19世紀後期）に入ると治水はより大規模化し、また広く普及していった。江戸時代に隆盛した大規模な治水技術は、治水の手法などによって甲州流・美濃流・上方流・関東流（伊奈流）・紀州流などと呼ばれた。江戸時代に顕著に見られる大規模治水は河川の付け替え（瀬替え）である。古くは1605年（慶長10年）の矢作川の瀬替えに始まり、17世紀前期 - 中期にかけては利根川・渡良瀬川の流路を江戸湾方向から東の鬼怒川→銚子方向へと瀬替えする利根川東遷事業という大事業が行われた。1704年（宝永1）には河内平野住民の永年の悲願であった大和川南遷事業が完成した。木曽川など木曽三川の水害に悩まされていた濃尾平野では、18世紀中期幕府の命令により薩摩藩が三川の流路を固定化する築堤治水事業に取り組み、様々な困難の末に完成させた（宝暦治水）。これらの瀬替え・治水事業はいずれも洪水が多発する河川の流路を安定化して水害の危険を軽減するとともに、流域における耕地開発を促進するものであった。
現存する農書、地方書からは、江戸時代における治水の変遷を見ることができる。江戸前期にはまだ連続堤は稀であり、堤防を雁行形に配置する霞堤や、低い堤防を二重に築く二重堤が主流であった。無理に堤外に洪水流を留めると破堤の危険がましかえって被害が増大するが、霞堤や二重堤はある程度の溢流を許す構造になっており、溢水が浅く緩やかに流れ被害を最小限にとどめる工夫がなされている。江戸中期から連続堤が多く見られるようになるが、所々には洪水時に越水できる箇所が設けられ（越水堤）、霞堤や二重堤と同じくゆるやかな溢水が生じるように造られ、溢水しやすい土地では年貢が減免されるなどの措置が採られていた。江戸時代前半に主流だった治水が、関東流と呼ばれた治水法で、ある程度の溢水を認めることを基本とし、堤防は高く造らず、河川幅を広くとり緩やかに蛇行させ、溢水する箇所には遊水池を設ける方策を旨としていた。
江戸時代後半になると、河川を直線化し強固な堤防によって流路を固定し、遊水池は設けず代わりに氾濫原を新田として開発する紀州流の治水が主流となっていった。これにより洪水の発生を抑制することはできたが、河道に土砂が堆積し天井川となりやすくなったため定期的に河道浚渫を行う必要が生じ、その地域の大きな負担となった。

#### 近現代の治水
明治時代になると、新政府はヨーロッパの治水先進国だったオランダからコルネリス・ファン・ドールンやヨハニス・デ・レーケらに代表される治水技術者を招聘し、近代的な治水技術の摂取に努めた。デ・レーケが常願寺川を見て言ったとされる「これは川ではない。滝だ。」という言葉は、日本の河川の特殊性・治水の困難性を表すものとして知られている。オランダ人技術者がもたらした治水は、河道に水制を設けて流路の安定を図り、河床を掘削して流量を確保することを基本とする低水治水であった。併せて、組み合わせた樹枝に基礎捨石を配してその上に土で固めた堤防を建設するオランダ築堤も採用された。彼らの指導のもとで木曽三川の治水事業（木曽三川分流工事）などが行われ、オランダ治水技術は長らく日本の近代治水の模範とされた。
1872年1月23日（明治4年12月14日）、治水修路は府県管下で民間により行なうことが許可された（太政官布告）。これにより渡し船、賃銭橋がさかんになった。
オランダから移入された低水治水のみでは洪水被害を抑えるのが困難であることが次第に判明したため、
1896年（明治29年）に河川法を制定。しかし同年には河川の氾濫に伴う水害が相次いだため、川そのものだけではなく上流域にも対策が必要だとして、翌1897年（明治30年）には砂防法、森林法が制定。これらの法律は治水三法と呼ばれ、明治時代の河川事業の根幹となった。
当時の考え方は、洪水時の河水を河道内に押しとどめ、一刻も早く海へ流下させることを原則とし、水系一貫方式の治水を採用した。以後、河道を直線化し高い堤防をめぐらし（高水治水）放水路で河水を海へ流下しやすくする河川事業が主流となり、大河津分水路の開削、新淀川放水路の建設、石狩川短絡事業といった大規模な河川治水事業が19世紀末 - 20世紀前期に相次いで実施された。昭和期に入ると、アメリカのテネシー川流域開発事業の影響を受けて河川総合開発事業に基づく多目的ダム・治水ダムの建設が始まった。
第二次世界大戦直後の10数年間はカスリーン台風などの大水害が立て続けに発生し国民経済に少なからぬ影響を与えたが、並行して行われてきた治水事業の効果によって1970年代以降大規模な水災害は著しく減少した。一方、大都市圏への過度な集中に伴う都市型水害の増加が新たな治水の課題として浮上した。
1980年代頃から洪水防止に傾倒しすぎた河川づくりや自然環境に一定の負荷を与えるダム建設に対する批判的な意見が出され始め、1990年代からは近自然的な治水工法（多自然型川づくり）が導入されるとともに、ハード（構造物）だけに頼らない、避難方法などのソフト面での治水対策も重視されるようになり、こうした動きは2000年代の脱ダム宣言や八ッ場ダム建設中止でピークを迎えた。だが2010年代以降の日本では豪雨水害が多発し、日本の治水は新たな局面を迎えようとしている。

## 治水の基礎概念

### 水災被害の3要素
水災被害額を表す関数式
- D=D(S,F,F0)

D：被害額
S：被害ポテンシャル
F：外力規模
F0：治水容量
水害・土砂災害（総称して水災害と呼ぶ）による被害（水災被害）は、次の3つの要素から構成される。
被害ポテンシャル
水災害によって被害を受ける対象物の量・金額。例えば、河川の氾濫原に住宅地が形成されると、被害ポテンシャルは高まる。
外力規模
水が人間生活圏へ与える力の大きさ。雨量、河川流量、水位などの指標で表される。
治水容量
河川や遊水池の流下能力・収容能力。
水災害による被害は、被害ポテンシャルまたは外力規模が大きくなると増加し、治水容量が大きくなると低減される。外力規模は、降雨量など自然のはたらきに左右されるものであり、人間の力によって増減させることがほとんど不可能であるため、所与条件と考えることができる。

### 治水対策の3方針

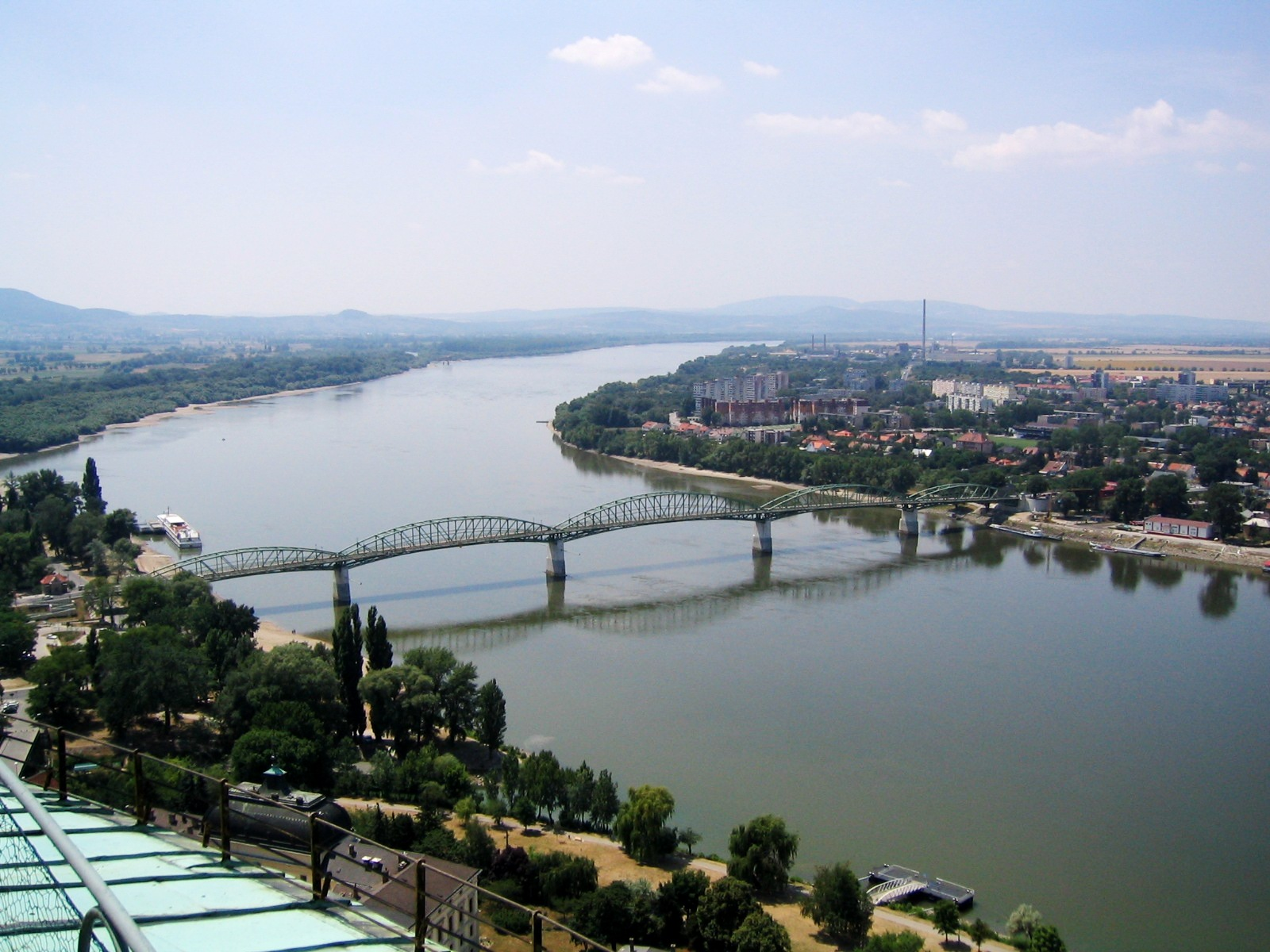
高レベルの治水を達成しているドナウ川（ハンガリー・スロヴァキア国境）

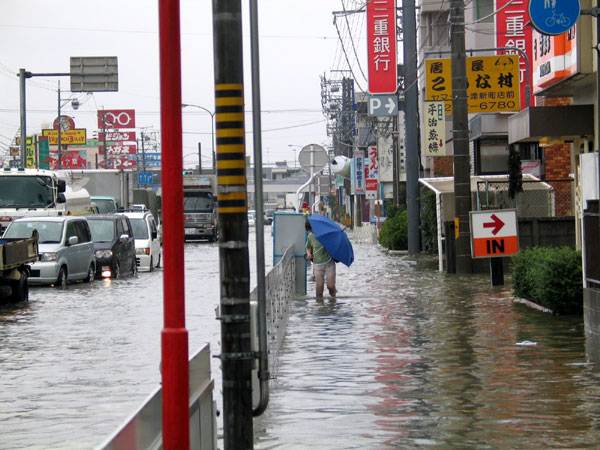
都市水害の例（津市,三重県）

前節に見たとおり、外力規模を所与条件として扱うとすると、水災害の被害を軽減させるためには、(1) 被害ポテンシャルを調整・減少させること、(2) 治水容量を増大させること、(3) (1)と(2)の両者を融合した総合的な治水対策、の3つの対応が導出される。以下、3つの対応方針を概観する。

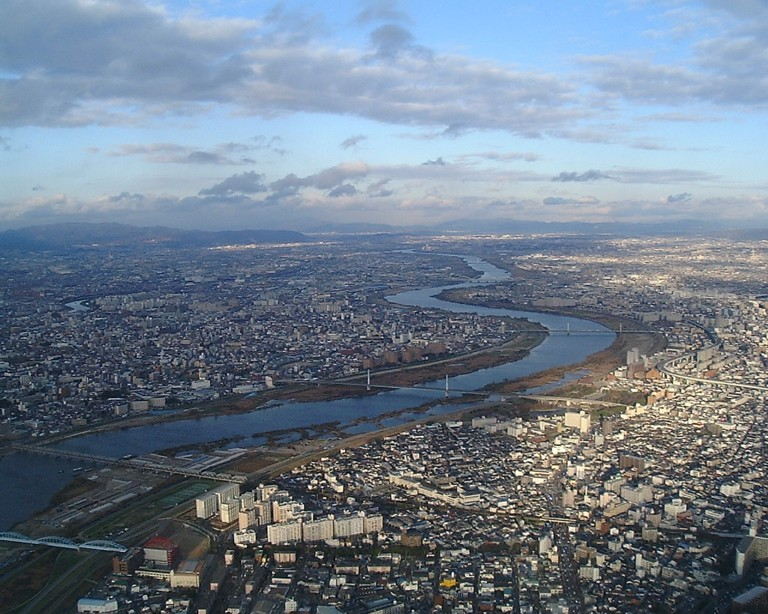
被害ポテンシャルの高い地域の例（淀川、大阪府）

被害ポテンシャルの調整・減少
被害ポテンシャルを軽減させるためには、水災被害を受ける対象物を調整・減少させる必要がある。この対策は、水災害が発生しやすい地域の被害ポテンシャルを増やさず、小さくすることであり、極端に言えば、水災被害を受ける可能性のある地域に居住しなければ、被害ポテンシャルはゼロになるのであり、ゆえにこの対策は抜本的なものだと言える。
この対策の例を挙げれば、河川氾濫域での土地利用を制限・規制すること、水害危険性の高い地域からの住民の撤退、警戒避難体制の充実、水害危険性に関する情報提供などがある。住民自らが水害に対処する水防の充実も、被害ポテンシャルを軽減する重要な方法の1つである。
逆に、例えば河川氾濫域で住宅が増加するなど都市化が進むと、被害ポテンシャルは増大する。被害ポテンシャルを軽減しようとするならば、警戒避難体制の充実や水害危険性の情報提供といったソフト的な被害ポテンシャル軽減策が重要となってくる。
治水容量の増大
これは、構造物（堤防など）建設に代表される対策であり、伝統的に治水対策の主流であった。例を挙げると、堤防を築く、河床を浚渫する、河道を拡げる、放水路を設置する、ダムや遊水池で河川流量を調節する、氾濫原を保全・復元するなどであり、河道・ダム・遊水池・氾濫原による洪水処理の対応能力を高めるものである。
治水容量を計画する際、過去の最大外力（流量・水位など）が基準となっていたが、その後、どの規模の水害がどの頻度で発生するか、という確率洪水が新たな基準として採用された。確率洪水をもとにして、治水計画の規模が策定されている。
欧米・中国の治水水準を見ると、例えばオランダのライン川は1,250年 - 1万年に一度の洪水規模に対応しているほか、イギリスのテムズ川は1,000年に一度、フランスのセーヌ川は100年に一度、オーストリアのドナウ川は1万年に一度、ハンガリーの同川は100年に一度、アメリカのミシシッピ川は500年に一度の洪水に対応している。また、中国の長江は三峡ダム建設後は1,000年に一度の洪水に対応できる予定となっている。一方、日本でも100年 - 200年に一度の洪水に対応することが指向されているが、実際は30年に一度の洪水が治水計画上の目標とされることが多く、その目標すら60 %程度しか達成していない。日本の治水容量対策は欧米・中国に比べると非常に低いレベルにとどまっている。
総合的な治水対策
「被害ポテンシャルの調整・減少」と「治水容量の増大」の両者をバランスよく組み合わせたものを「総合的な治水対策」という。総合的な治水対策を進めるには、その河川水系に関わるすべての関係者（中央政府・地方政府（自治体）・NPO・住民・企業など）が一体となって取り組む必要がある。例えば日本では、この総合的な治水対策は次のとおり類型化されている。
1. 総合治水対策 - 被害ポテンシャルの調整、治水容量の増大、流域貯水・浸透・遊水の機能強化による外力規模の調整を体系的に進める治水対策である。特に都市化が進んだ河川流域で実施されている。日本では水害危険性の高い氾濫原での都市化が進んだ。都市化の進展に伴い、降水の地中浸透が弱まるので短時間にピーク流量に達し、いわゆる都市水害が発生しやすくなっている。これに対応するため、総合治水対策では、土地利用の規制、保水機能の強化、遊水機能の保全などを実施する。具体例を挙げれば、地下河川の建設や都市河川の環境復元などがある。
2. 超過洪水対策 - 洪水は、その規模が大きくなるほど発生確率は低くなるが、発生しうる洪水の規模には限界がない。治水はある危険性を想定して行われるが、その危険性を超える洪水が発生した場合にも、何らかの対応策をあらかじめ講ずる必要がある。これが超過洪水対策である。例えば、大規模な洪水にも耐えうるスーパー堤防を築く、想定氾濫域の家屋をかさ上げする、氾濫域の土地利用を制限する、氾濫域の情報を住民に周知する、などの対策群からなる。
3. 流域治水対策 - 河川だけでなく、流域全体で取り組む対策を流域治水対策と呼び、先に挙げた総合流域対策と超過洪水対策を組み合わせた対策だと言える。流域治水対策を体系化すると、次表のとおりとなる。

| 洪水対策 | 災害に強い 地域づくり | 被害対策                                                                 | 対応しない   |
| --- | --- | ------------------------------------------------------------------------ | ------------ |
| 洪水防御 堤防 防潮堤 河川改修 貯水池 遊水池 放水路 流域処理 侵食対策 河岸補強 砂防対策 治山対策 地下河川 気象対策 | 土地利用規制 法律・条例 建築基準 都市計画 行政による土地収容 氾濫原の復元 防水・避水対策 地盤のかさ上げ 漏水防止 耐水外装 建物の高床化 情報提供 警報避難体制の構築 危険区域の周知 ハザードマップ | - 水防活動 - 避難 - 緊急対策 - 災害救援 - 租税免除 - 復旧計画 - 洪水保険 | - 被害の甘受 |
| ※国連洪水予防計画専門家特別グループ作成の『開発国における洪水予防計画』(1973)を一部改変。                         | |                                                                          |              |

## 治水計画
治水の目的は、人間の生命・財産・生活を水害から守ることであり、この治水目的を達成するために立案されるのが治水計画である。治水計画は次のような段階を踏んで策定されていく。

### 計画の基準
まず、対応すべき水害の外力規模を決定する。水害の規模に際限はなく、すべての水害を防御することは不可能なので、どの規模の水害に対応するかが最初の重要なポイントとなる。外力規模の決定にあたっては、防御すべき地域の重要性、その地域での水害発生頻度、河川の重要度などが考慮される。
歴史的には、最初既往最大水位（過去最も高かった水位）が治水計画の基準とされていたが、次いで既往最大流量（過去最も多かったと推定される流量）が採用されると、こんにち治水計画上重要とされている計画高水流量の概念が生まれた。
その後、より理論的な基準として年超過確率が採用され始めた。これは、観測された水位・流量・降水量の最大値を統計的に処理し、ある値（洪水となるか否かの分岐点となると考えられる値）を超える確率を算出するものであり、例えば年超過確率が1/10であれば、ある水位・流量・降水量を超える確率が10年に1回と想定されていることを表している。年超過確率をさらに発展させたのが年超過降雨確率の考え方であり、洪水を引き起こす規模の降雨の発生確率を統計的に求めたもので、年超過確率よりも普遍性が高いとされている。この年超過降雨確率に基づいて、基本高水流量が導入されるようになった。そして、これらを元にした洪水確率の概念が、現代の治水計画の基礎となっている。

### 計画の策定
治水計画はおおまかに次のような手順で策定されていく。
治水計画の策定はまず、計画基準点を選定することから始まる。選定に当たっては、防御の対象となるべき地域や主要な水理観測地点などが考慮される。
日本における治水計画の規模の長期目標
- 大都市部の河川：150 - 200年に1度
- 大河川（都市・農村部）：100 - 150年に1度
- 中小河川（都市部）：50 - 100年に1度
- 中小河川（農村部）：10 - 50年に1度
- 小河川（農村部）：10年に1度以下

次いで、治水計画の規模を決定する。すなわち、年超過確率を元にして洪水確率=N年に1度洪水が発生するか、を算出した上で、その河川の重要度、防御すべき地域の重要度、過去の水害状況、他河川との均衡などを勘案して、どの規模の治水計画を策定するか決定する。#治水対策の3方針で前述したとおり、世界の大河川では500年から数千年・1万年に1度規模の治水計画が策定されており、その多くが計画目標を達成している。一方、洪水の発生しやすい日本では、治水計画の規模は数十年に1度レベルであることが多く、計画目標の達成率は60%前後にとどまっている。
次に計画降雨を決定する。これは、計画策定の元となる計画降雨量と計画ハイエトグラフ群を設定するものである。方法としては、実際の降雨量などを統計的に処理し、どの規模の降雨がどの頻度で発生するかをモデル化する。その上で、例えば1/50（50年に1度）規模の降雨に耐えうる治水計画を立てようと考えた場合を仮定すると、降雨モデルから1/50規模の降雨量とハイエトグラフ（単位時間当たりの降雨量をグラフ化したもの）を算定し、それによって導出されるのが計画降雨量と計画ハイエトグラフ群である。計画降雨はこのように求められる。
その次に、計画高水を決定する。これは、計画降雨があったと仮定した場合の計画高水を算出し、決定するものである。計画高水は、計画ハイドログラフと計画ピーク流量により表される。ハイドログラフとはある基準点における洪水流量を時間軸でグラフ化したもので、複数の基準点のハイドログラフを用いると、時間経過ごとの洪水流量の推移を見ることができる。また、ハイドログラフ上で示される最大流量がピーク流量である。計画ハイドログラフと計画ピーク流量は、モデル化された計画降雨を元に行われる洪水流出解析によって導出される。こうして計画高水が決定される。
計画高水が決定すれば、その流量について、どのような方法でどれだけの量を洪水調整するかが検討される。具体的な洪水調整の方法としては、ダム・遊水池・調整地の建設や氾濫原の復元などがあるが、各施設の位置・容量を設定し、洪水流出解析モデルに組み込ませた上で洪水調整量が算定される。
計画高水流量を算出する合理式
- Q = (1/3.6)・f・r・A

Q：計画流量（m3/s）
f：流出係数
r：洪水到達時間内の平均降雨強度（mm/h）
A：流域面積（km2）
※流出係数には次の数値が用いられることが多い。密集市街地0.9、一般市街地0.8、山地0.7、水田0.7、原野0.6。
計画高水から洪水調整量を除いた流量が、治水計画上、河道に配分された洪水流量となる。既存の河道で洪水流量を十分流下させうる場合は問題ないが、十分な流量処理ができない場合は放水路を建設する必要が生じる。計画高水流量は次の式で決定される。
- 計画高水流量 = 計画高水（計画ピーク流量） - 洪水調節量 - 放水路流量

この式のほか、合理式と呼ばれる式もある。合理式は、流域面積が小さく、洪水調整施設（ダム等）もない河川の計画高水流量を決定する際に適用されることが多い。
計画高水流量に基づいて計画高水水位が決定される。これは、治水計画上の河川の洪水時水位である。一般に河川堤防の高さは計画高水水位よりも高く（約2.5m - 3m）設定されている。
治水計画は、以上の各過程が段階的に積み重ねられ、必要に応じて前段階に戻って再検討が加えられるなどのフィードバックも経ながら策定される。また、上流から下流まで水系を一貫した治水計画であることも重要である。日本のように洪水流に多量の土砂が含まれる地域では、上流域における砂防対策をも治水計画の視野に入れる必要がある。
1980年代・1990年代頃から、治水計画策定を支援することを目的として、流域内の水理・水文を視覚的に表すモデルが研究され、発展を遂げてきた。中でも、デンマーク水理研究所（DHI）が開発したMIKEシリーズというモデル群は、そのインターフェイスの簡明性と易操作性から世界各地で広く採用され、世界標準となりつつある。

## 治水構造物・事業の主要例

堤防の構造（断面図、詳細は堤防を参照）

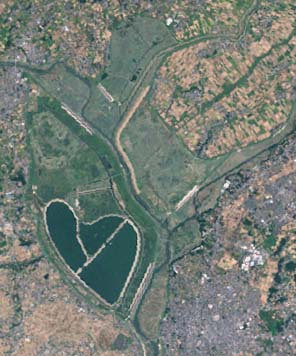
渡良瀬遊水池のランドサット画像

#治水対策の3方針で上述したように、治水対策は構造物の建設（治水容量の増大）のみならず、被害ポテンシャルの軽減も不可欠である。以下、治水対策として実施される主な構造物・事業を概観するが、以下に示すものだけが治水対策の全てでないことに注意しておく必要がある。
河川改修
河川改修は広い意味範囲を持つ用語である。堤防の建設などのほか、河床に堆積した土砂を除去することや河道の拡張も河川改修に含まれる。河川改修は必ず下流から上流に向かって実施される。上流部の流下能力が下流部のそれを上回ると、河川全域で洪水が発生する危険性が増すからである。
ダム
ダムは、洪水調節を行う上で非常に効果的な構造物である。ダムに貯水しうる流量（容量）は大きいので、多量の洪水調節量を負担させることができる。建設にかかる経済的・時間的コストがかなり大きいこと、ダム下流の水量が低下すること、自然環境へ与える影響が小さくないこと、などの問題点も抱えている。
堤防
河川の流水が人間の生活・活動範囲へ流出するのを最前線で防御しているのが堤防である。堤防も、洪水流による越水や洗掘で破壊されたり、堤防地下を流れる浸透流によって漏水破壊されることがしばしばある。堤防の破壊を防ぐため、堤防護岸・裏法面の補強のほか、水制を設けて洪水流による堤防浸食を防止したり、大河川では数百メートルの幅を持ち洪水時にも破堤することのない高規格堤防（スーパー堤防）を築くなどの方策がとられている。
放水路
既存の河道では、氾濫を起こさずに洪水流を流下させることが困難・不可能な場合、放水路が設置されることとなる。放水路は洪水流のバイパスと呼ぶべきもので、一般的には、広い河床を持つ直線的な流路として建設される。
捷水路（しょうすいろ）
河川の屈曲部では河水が円滑に流下せず滞留しがちとなり、洪水の一因となることがある。屈曲部を短絡し、なるべく直線的に設けられた新河道を捷水路という。捷水路は、河道の流下能力を増加させる機能を持つ。
遊水池
遊水池の持つ機能は、ダムと同じく洪水調整量を負担することである。多くの場合、遊水池に面する河川堤防は他より低く建設され、洪水時には堤防を越えた河水が遊水池に流入する。下流の洪水流が十分流下しきった時点で、遊水池に貯留した河水が河川に戻されることとなる。遊水池の中には、平時は水田や公園等として使用されるが、洪水時には遊水池となるよう設定されたものもある。これを特に遊水地と呼ぶこともある。
氾濫原の復元
かつて氾濫原だったが、農地や住宅地などとして人間生活・活動に使用されている土地を再び氾濫原へ復元する事業は、主にヨーロッパ・アメリカ合衆国で盛んに実施されている。氾濫原は、ダムや遊水池と同様に洪水流を収容する能力を持っている。また氾濫原は、豊かな自然環境を保つことのできる場所でもあり、環境保全の観点から見ても、氾濫原の復元は望ましいことと言える。沖積平野の多い東アジアでは、氾濫原の復元を行うことは様々な自然条件的な困難を伴うため、あまり導入は進んでいない。
砂防・治山
治水を効果的に進めていくには、河川の上流域における土砂の動きを適切に管理する必要がある。主に土砂災害を防ぐために行われるのが砂防事業であり、森林保全を通じて土砂管理しようとするのが治山事業である。治水・砂防・治山は相互に影響を及ぼし合うので、互いに密接な連携を持ちながら遂行されていかなければならない。
水防
住民が自主的に洪水被害を軽減するために行う活動を水防という。具体的には、洪水警報が発令されたときに地域へ呼びかける、破堤しそうな箇所がないか警戒にあたる、破堤しそうな箇所があれば水防工法を用いて応急処置を行う、などの活動を実施する。水害を防ぐ上で非常に重要な活動であるが、例えば日本では、住民意識の変化に伴い行政を頼る傾向が強くなり、自ら守ることに立脚する水防意識が次第に弱まっていることが治水研究者などから指摘されている。
治水地図
治水を目的とした地図には、治水地形分類図やハザードマップなどがある。治水地形分類図は、日本において1976年（昭和51年） - 1978年（昭和53年）に治水対策を進める上の基礎資料として作成された。ハザードマップは、水害時の被害予想をわかりやすく図示した災害地図をいう。被害ポテンシャルを軽減する効果が高い。住民への情報周知とあわせて、住民の水防意識を高める上で有効な手段である。詳細は治水地形分類図、ハザードマップを参照。この他、治水大国といえる日本では、近世期に作成された治水図と呼ばれる歴史的な地図が多数作られている。
洪水保険
洪水による人命・財産のリスクを軽減させる方策の一つが洪水保険である。洪水保険が特に発達しているのがアメリカ合衆国で、連邦政府が運営する全米洪水保険制度が存在している。アメリカを含め、各国で民間の洪水保険があるが、掛け金が著しく高額なため加入率は低率にとどまっている。

## 治水と河川環境

### 河川環境に配慮した治水対策
治水対策の中でも特に構造物対策は、河川環境に与える影響が大きい。20世紀に進められてきた治水対策は河川構造物の建設を主体としており、河川形状の画一化、河床の平坦化・無生物的な護岸の盛行などによって、河川における生態系の喪失・劣化が生じた。1960年代後期の西ドイツ・スイスなどで、生態系の維持に配慮した河川づくりの運動が興り、1970年代には、実際に西ドイツ・スイス・オーストリアでいわゆる近自然的な河川づくりが実施され始めた。ヨーロッパの自然条件の下では近自然的河川づくりと治水対策とを整合的に実施することが可能であり、かつての氾濫原で後に農地や住宅地として開発された地域を再び氾濫原に戻す事業が多く行われた。
こうした河川思想はアメリカやアジア各国へも波及し、例えば日本では、近自然的河川づくりを日本的に咀嚼した多自然型川づくりが河川事業の中心に置かれるようになり、その他、中国では長江流域単位で河川の自然再生事業が行われたり、韓国では都市高速道路と河川の蓋を撤去して河川生態系の再生を図るソウルの清渓川事業などの取り組みが行われている。

### 治水と河川環境の両立
治水と河川環境の再生・維持を両立させる上で重要な視点は次のとおりである。
生態系の再生・維持
コンクリート張りの堤防護岸や河床は治水対策の上で大きな効果を示すが、河川が本来有していた生態系を喪失・劣化させる。そのため、先進国を中心として、自然に近い形で河川整備を行う考えが主流となっている。この工法は、近自然河川工法または多自然河川工法と呼ばれている。
これは単に自然環境が存在すればよい、という考えに与しない。例えば、ダムの建設等により下流域の流量が減少し、河川流の細流路化に伴って流路が固定化されると、河川敷の植生が繁茂する問題が生じる。植生の繁茂は一見、自然環境の再生であり望ましいことのように思われがちであるが、河川敷において植生が繁茂すると、洪水流の流下能力を低下させ、破堤の危険が増すこととなる。本来の河川の姿（礫河原であれば礫河原）を維持することが、治水面でも河川環境面でも非常に重要である。
生態系のあり方に対する深い理解も必要である。その河川ではどのような生態系ピラミッドが形成されているのか、生態系を保全するためにどの範囲で空間設定するべきか、といった視点を持たなければならない。
河川改修を実施する際は、単調でない、多様な生物が生存可能な河川環境を作ることが重要である。例えば一つの河川に低水路・護岸・高水敷だけを配置するのではなく、礫河床・砂河床・粘土地・深さの違い（人工的な淵など）を適切に配置することで、河川は自ら河川環境を形成していくことができる。
河川空間の再生
特に都市部において、河川は人間生活に潤いを与える重要な空間域となっている。例えば河川敷は公園やスポーツの場として利用されることが多いが、治水対策を満足させると同時に、人間生活にとって適切な河川空間として利用されることも重要とされている。
土砂管理
河川は河水だけでなく、土砂も流れている。以前は、堤防内に河川が閉じこめられ、土砂が河道に蓄積し河床が上昇するという課題があった。その後、上流域におけるダム建設や砂防事業の進展に伴い、土砂の供給が減少し、また洪水対策のために河道の土砂浚渫が盛んに行われたため、かえって河床の低下が生じることとなった。これは、河川の細流路化を招くとともに、海岸への土砂供給を抑制し、海岸侵食の大きな要因となった。河川における土砂の管理を適切に行う観点も、治水と河川環境を両立する上で不可欠とされている。
河川の動態把握
河川は、山間部・扇状地・谷底平野・自然堤防帯・デルタ地帯の区間に分けることができる。各区間では、洪水時における土砂の流出状況・堆積状況・河川勾配・河川の蛇行状況・河岸侵食の度合いなどに大きな差異がある。こうした河川動態を把握しなければ、効果的な治水対策を行うことは不可能であるし、河川環境を維持していくこともできない。
住民参画
かつては行政のみが治水対策を決定し実施していたが、20世紀後期ごろから特に先進国において、住民が治水対策・河川づくりに参画することが常態化してきている。これは治水のみにとどまらず、政治全般に見られる現象であるが、21世紀の各先進国では、例えば治水計画を策定する際に住民が参画することが不可欠だと考えられている。住民の参画によって、真に望ましい治水レベル・河川環境のあり方が治水計画に反映され、地域にとってより適切な治水対策・河川環境づくりが実施されるようになった。

## 総合治水対策
総合的な水害対策は日本において昭和30年代の高度経済成長期に始まる急速な都市化に伴う宅地開発で、行政指導により、水害抑制として防災調整池の設置や都市計画法による区域区分と治水事業との調整に始まっている。この間に家屋の連坦に伴って河川改修が困難な状況に加えて、当時の急激な開発により保水機能や遊水機能の低下が著しくなり、事業計画上での河川改修のみでは治水安全度がいつまでも向上しないという深刻な状況に陥っていた。
そこで、1976年（昭和51年）に、旧建設省が総合的な治水対策の推進方策について河川審議会に諮問し、それを受けて審議会から1977年に「総合的な治水対策の推進方策はいかにあるべきか」という中間答申が行われた。これにより、1980年に「総合治水対策の推進について」という建設事務次官通達が出され、総合治水対策特定河川事業として総合治水対策特定河川が合計17河川指定され、この各河川で流域総合治水対策協議会の設置や流域整備計画が策定された。
しかしその後、今度は既存の調整池やため池が埋め立てられるといった状況が発生、都市部の浸水被害が頻発するようになった。また、人口増加が鎮静化を迎え開発圧力が減少する一方で、被害ポテンシャルの増大や土地利用の高度化は依然として進み、都市部の河川流域における新たなスキームによる一体的な浸水被害対策が必要となった。
こうした実態を受け、2004年（平成16年）5月に特定都市河川浸水被害対策法が施行される。これまでに鶴見川・新川・寝屋川・巴川・境川 (愛知県)・境川 (東京都・神奈川県)の6河川とその支流の一部が対策法での特定都市河川に指定されている。